# The Marionettes (film)
The Marionettes er en amerikansk stumfilm fra 1918 af Émile Chautard.

## Medvirkende
- Clara Kimball Young - Fernande de Monclars
- Nigel Barrie - Roger de Monclars
- Alec B. Francis
- Florence Atkinson - De Jussy
- Helen Simpson - De Valmont